# Бардзруни
Бардзруни (арм. Բարձրունի) — село в Вайоцдзорской области Армении.

## География
Село расположено в южной части марза, на южном склоне Даралагезского хребта, на расстоянии 41 километра к юго-востоку от города Ехегнадзор, административного центра области. Абсолютная высота — 1950 метров над уровнем моря.
Климат
Климат характеризуется как умеренно холодный, влажный (Dfb в классификации климатов Кёппена). Среднегодовая температура воздуха составляет 6,8 °C. Средняя температура самого холодного месяца (января) составляет −5,6 °С, самого жаркого месяца (июля) — 18,6 °С. Расчётная многолетняя норма атмосферных осадков — 437 мм. Наибольшее количество осадков выпадает в мае (75 мм).

## Население
| Год переписи | Население          | Население          | Население          | Население            | Население            | Население            |
| Год переписи | Наличное население | Наличное население | Наличное население | Постоянное население | Постоянное население | Постоянное население |
| Год переписи | Всего              | Мужчины            | Женщины            | Всего                | Мужчины              | Женщины              |
| ------------ | ------------------ | ------------------ | ------------------ | -------------------- | -------------------- | -------------------- |
| 2001         | 415                | 215                | 200                | 437                  | 227                  | 210                  |
| 2011         | 335                | 180                | 155                | 361                  | 198                  | 163                  |

| Год  | Численность | Численность |
| ---- | ----------- | ----------- |
| 1831 | 126         | [ 8 ]       |
| 1873 | 663         | [ 8 ]       |
| 1897 | 809         | [ 9 ]       |
| 1926 | 623         | [ 9 ]       |
| 1939 | 1050        | [ 9 ]       |
| 1959 | 557         | [ 9 ]       |
| 1970 | 556         | [ 9 ]       |
| 1979 | 495         | [ 9 ]       |
| 2001 | 437         | [ 9 ]       |
| 2011 | 361         | [ 10 ]      |